# Patos (Brazylia)
Patos – miasto i gmina w Brazylii, w stanie Paraíba, w mezoregionie Sertão Paraibano, w mikroregionie Patos, położone nad rzeką Espinharas. Powierzchnia gminy wynosi 473 km², a liczba ludności w 2013 roku wyniosła 104 716.
Do połowy XVII wieku obszar ten zamieszkany był przez Indian Pegas i Panatis. Pierwsi europejscy osadnicy założyli na tym obszarze fermy krów. Patos formalnie założone zostało w 1783 roku, prawa miejskie nadano w 1903 roku.
Przez Patos przebiega Transamazonika, droga łącząca Amazonię z brazylijskim wybrzeżem.